# Alžírsko na Zimních olympijských hrách 2010
Alžírsko se účastnilo potřetí zimních olympijských her, celkově má 14 účastí na OH. Reprezentoval ho jeden sportovec.

## Výsledky

### Běh na lyžích
Muži
- Mehdi-Selim Khelifi
  - 15 km volnou technikou – 84. místo

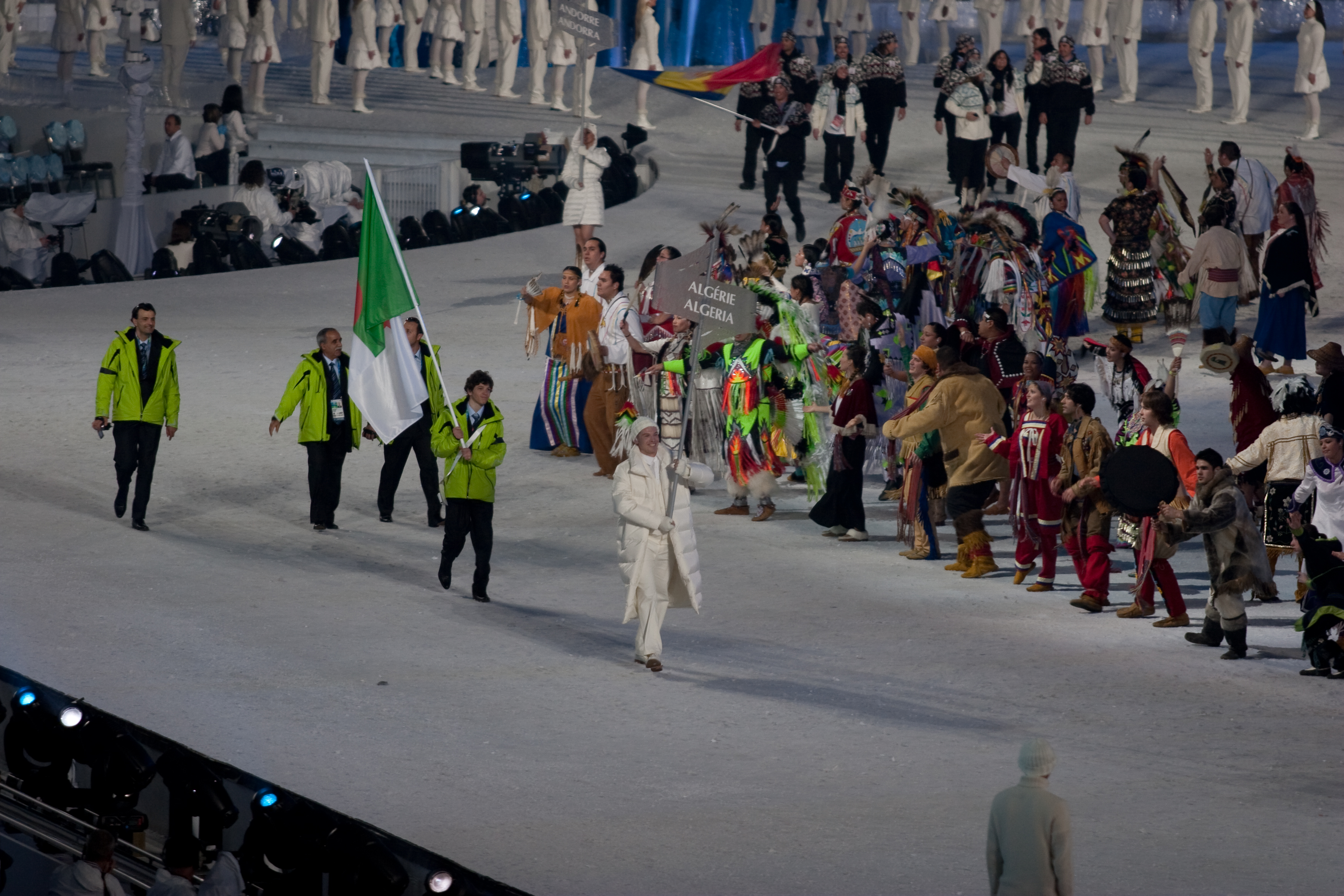
Alžírsko na slavnostním zahájení ZOH 2010